# Machilus nanmu
Machilus nanmu är en lagerväxtart som först beskrevs av Daniel Oliver, och fick sitt nu gällande namn av William Botting Hemsley. Machilus nanmu ingår i släktet Machilus och familjen lagerväxter. Inga underarter finns listade i Catalogue of Life.